# Палац Яблоновських (Варшава)
Пала́ц Яблоно́вських (пол. Pałac Jabłonowskich) — історичний палац на Театральній площі в центрі міста Варшави, Мазовецьке воєводство, Польща.
До Другої світової війни палац служив Варшавською ратушею.

## Історія
Палац Яблоновських був побудований в 1773-85 роках за Антонія Барнаби Яблоновського, Якуба Фонтани та Доменіко Мерліні. У 1817-1919 рр. він був реконструйований, щоб служити Варшавською ратушею, замінивши розібрану старовинну мерію. У 1863 році, під час Січневого повстання, будівля була пошкоджена пожежею.
У 1864-69 будівля була реконструйована у стилі неоренесансу. У той час була додана характерна вежа.
У ході Польської кампанії у 1939 році ратуша служила штаб-квартирою варшавської цивільної оборони. Під час Варшавського повстання 1944 року, німецькі війська зруйнували будівлю. У 1952-58 рр. залишки ратуші були прибрані.
У 1990-х роках будівля була перебудована до архітектурних планів до 1936 року. Загальна форма палацу, включаючи башту та головний фасад, є довоєнною. Однак, деякі фасади були побудовані в сучасному стилі.
Нині в будівлі розташовується головний офіс Торгового банку.